# Fosfatiranje
Fosfatiranje (parkerizacija, bonderizacija, granodizacija te atramentiranje nekoliko je tržišnih naziva za ovaj postupak) tehnika je zaštite čeličnih površina od korozije putem stvaranja hemijske konverzione prevlake na osnovi fosfata gvožđa, mangana ili cinka. Parkerizacija je najčešće korišćena na oružju, automobilima ili alatima, te podrazumijeva proces zasnovan na solima cinka ili mangana.
Osim gvožđa fosfatirati se mogu i objekti od aluminijuma, magnezijuma, bakra i njegovih legura, nikla, kalaja, kadmijuma te cinka. Razlikuju se postupci hladnog, vrućeg te elektrolitskog fosfatiranja.
Parkerizacija se koristi u kombinaciji sa uljnim ili voštanim premazima te lakovima. Takođe se koristi i kod hladnog mašinskog kovanja, radi smanjivanja trenja.
Dobijeni sloj fosfata je porozan, i stoga se nekad naknadno tretirao rastvorom koji sadrži toksična jedinjenja šestorovalentnog hroma. Primjena soli šestorovantnog hroma danas je u Evropskoj uniji zabranjena (ROHS direktiva — engl. Restriction of Hazardous Substances), pa se ova faza postupka više ne izvodi već se koriste alternativne manje štetne tehnologije (postupak sa solima cirkonijuma).

## Istorija
Najraniji široko korišćeni postupci razvijeni su 1906. (Koslet) i bili su bazirani na fosfatima gvožđa. Pomenuti Koslet je 1909. razvio i postupak baziran na solima cinka. Postupak baziran na solima mangana razvijen je 1911. godine (F. R. G. Ričards). Nešto kasnije razvijene su i prve kupke sa dodatim oksidirajućim jedinjenjima koji su znatno skratili sam postupak, na svega 5—10 minuta (Bonderit—Bed, 1929). U današnje vreme se nastoji da se fosfatiranje zamijeni postupcima koji su manje štetni po okolinu, mada je i dalje u širokoj upotrebi.

## Vrste rastvora
| Vrsta fosfata             | Industrijska primjena                                  |
| ------------------------- | ------------------------------------------------------ |
| Fosfat gvožđa             | Podloga za lak, auto-industrija, kućni aparati         |
| Fosfat cinka              | Kod hladnog oblikovanja pločastih i cjevastih predmeta |
| Cink-kalcijum fosfat      | Podloga za boje i lakove                               |
| Cink-nikl fosfat          | Za čelične kaleme                                      |
| Trikatjonsko fosfatiranje | Podloga za boje i lakove u autoindustriji              |
| Mangan fosfat             | Antifrikcioni sloj                                     |

## Literatura
- Freeman, D. B (1986). Phosphating and Metal Pretreatment.. London.
- Lorin, G (1974). Phosphating of Metals.. Teddington.
- Rausch, W (1974). Die Phosphatierung von Metallen.. Saulgau.
- Grilihes, S. J (1971). Oksidirovanie i fosfatirovanie metallov.. Lenjingrad.
- Angier, R. H (1936). Firearm Blueing and Browning.. Harrisburg. PA: Stackpole Co.
- Fishlock, D (1962). Metal Colouring.. Teddington: R. Draper.